# آرنه أندرسن (لاعب كرة قدم)
آرنه أندرسن (بالنرويجية البوكمول: Arne Andersen)‏ هو لاعب كرة قدم نرويجي، ولد في 21 أبريل 1900 في هالدن في النرويج، وتوفي بنفس المكان في 26 أكتوبر 1986. شارك مع منتخب النرويج لكرة القدم. أما مع النوادي، فقد لعب مع Kvik Halden FK ‏.

## وصلات خارجية
- آرنه أندرسن على موقع اتحاد النرويج (النرويجية)
- آرنه أندرسن على موقع قاعدة بيانات كرة القدم.إي يو (الإنجليزية)
- آرنه أندرسن على موقع عالم كرة القدم.نت (الإنجليزية)
- آرنه أندرسن على موقع أوليمبيديا (الإنجليزية)